# Lucio Delfino
Lucio Gabriel Delfino (Santa Fe, 27 de febrero de 1997) es un baloncestista argentino que se desempeña como alero. Es hermano de Carlos Delfino, jugador de la Generación Dorada y con paso por la NBA, e hijo de Carlos G. Delfino.

## Trayectoria

### Comienzos
Dio sus primeros pasos en el básquet en Macabi y luego pasó a Unión en la provincia de Santa Fe equipo con el que disputó el Torneo Federal de Básquetbol 2012/2013 y el Torneo Federal de Básquetbol 2013/2014.

### Ciclista
En el año 2014 firma con el Club Ciclista Olímpico para la temporada 2014/15 de la LNB. Logra clasificarse a los cuartos de final por la Conferencia Norte donde es barridos por Obras Sanitarias por 3-0.

### Ferro
En la temporada 2015/16, disputa la Liga Nacional de Básquet con Ferro luego fichar como juvenil. También en la temporada 2015/16 se desarrolla la Liga de Desarrollo, sobre esto el entrenador Roberto Pavlotsky decía; "es una buena oportunidad para desarrollar los jugadores en competencia". En dicha competencia Lucio Delfino fue el alero titular, finalizando quinteto ideal del certamen, en dicha posición siendo uno de los jugadores más importantes del plantel junto con Nicolás Mayer, Matías Aranda, Facundo Jeréz y Martín Cuello.

### Boca
En el 2017 está atravesando una larga recuperación de una rotura de meniscos donde estuvo comprometido el ligamento cruzado anterior; no obstante es contratado por Boca Juniors de la Liga Nacional de Básquet.

### Clubes
| Club                           | País      | Año             |
| ------------------------------ | --------- | --------------- |
| Unión de Santa Fe              | Argentina | 2012 - 2014     |
| Ciclista Olímpico              | Argentina | 2014 - 2015     |
| Ferro                          | Argentina | 2015 - 2016     |
| Boca Juniors                   | Argentina | 2017 - 2018     |
| Platense                       | Argentina | 2018 - 2019     |
| Gimnasia y Esgrima de Santa Fe | Argentina | 2020 - 2022     |
| Pergamino Básquet              | Argentina | 2022            |
| Bramante Pesaro                | Italia    | 2023 - 2024     |
| ASD Loreto Pesaro              | Italia    | 2024 - Presente |

## Estadísticas

### Totales
- Actualizado hasta el 11 de mayo de 2016.

| Club               | Temporada | Liga  | PJ | MIN | PTS | 2PM | 2PL | 3PM | 3PL | 1PM | 1PL | RO | RD | RT | ASI | ROB | BLO | FAL |
| ------------------ | --------- | ----- | -- | --- | --- | --- | --- | --- | --- | --- | --- | -- | -- | -- | --- | --- | --- | --- |
| Unión Argentina    | 2012-2013 | TF    | ?  | ?   | ?   | ?   | ?   | ?   | ?   | ?   | ?   | ?  | ?  | ?  | ?   | ?   | ?   | ?   |
| Unión Argentina    | 2013-2014 | TF    | ?  | ?   | ?   | ?   | ?   | ?   | ?   | ?   | ?   | ?  | ?  | ?  | ?   | ?   | ?   | ?   |
| Unión Argentina    | Total     | Total | ?  | ?   | ?   | ?   | ?   | ?   | ?   | ?   | ?   | ?  | ?  | ?  | ?   | ?   | ?   | ?   |
| Ciclista Argentina | 2014-2015 | LNB   | 11 | 60  | 8   | 2   | 7   | 1   | 8   | 1   | 2   | 1  | 5  | 6  | 2   | 0   | 0   | 9   |
| Ciclista Argentina | Total     | Total | 11 | 60  | 8   | 2   | 7   | 1   | 8   | 1   | 2   | 1  | 5  | 6  | 2   | 0   | 0   | 9   |
| Ferro Argentina    | 2015-2016 | LNB   | 19 | 114 | 31  | 11  | 18  | 2   | 8   | 3   | 7   | 6  | 19 | 25 | 6   | 2   | 2   | 12  |
| Ferro Argentina    | Total     | Total | 19 | 114 | 31  | 11  | 18  | 2   | 8   | 3   | 7   | 6  | 19 | 25 | 6   | 2   | 2   | 12  |
| Total              | Total     | Total | 30 | 174 | 39  | 13  | 25  | 3   | 16  | 4   | 9   | 7  | 24 | 31 | 8   | 2   | 2   | 21  |

### Promedio
- Actualizado hasta el 10 de mayo de 2016.

| Club               | Temporada | Liga  | PJ | MPP | PPP | 2P% | 3P% | 1P% | RO  | RD  | RT  | ASI | ROB | BLO | FAL |
| ------------------ | --------- | ----- | -- | --- | --- | --- | --- | --- | --- | --- | --- | --- | --- | --- | --- |
| Unión Argentina    | 2012-2013 | TF    | ?  | ?   | ?   | ?   | ?   | ?   | ?   | ?   | ?   | ?   | ?   | ?   | ?   |
| Unión Argentina    | 2013-2014 | TF    | ?  | ?   | ?   | ?   | ?   | ?   | ?   | ?   | ?   | ?   | ?   | ?   | ?   |
| Unión Argentina    | Total     | Total | ?  | ?   | ?   | ?   | ?   | ?   | ?   | ?   | ?   | ?   | ?   | ?   | ?   |
| Ciclista Argentina | 2014-2015 | LNB   | 11 | 5,5 | 0,7 | 29% | 13% | 50% | 0,1 | 0,5 | 0,5 | 0,2 | 0   | 0   | 0,8 |
| Ciclista Argentina | Total     | Total | 11 | 5,5 | 0,7 | 29% | 13% | 50% | 0,1 | 0,5 | 0,5 | 0,2 | 0   | 0   | 0,8 |
| Ferro Argentina    | 2015-2016 | LNB   | 19 | 6   | 1,6 | 61% | 25% | 43% | 1   | 0,3 | 1,3 | 0,3 | 0,1 | 0,1 | 0,6 |
| Ferro Argentina    | Total     | Total | 19 | 6   | 1,6 | 61% | 25% | 43% | 1   | 0,3 | 1,3 | 0,3 | 0,1 | 0,1 | 0,6 |
| Total              | Total     | Total | 30 | 5,8 | 1,3 | 52% | 19% | 44% | 0,2 | 0,8 | 1,0 | 0,3 | 0,1 | 0,1 | 0,7 |

## Selección nacional
- Actualizado hasta el 10 de mayo de 2016.

Lucio Delfino formó parte del plantel argentino Sub-16. Debido a sus buenas actuaciones también fue convocado para formar parte de la Sub-18 con tan solo 17 años. En marzo del año 2014, también fue convocado a la Sub-19.

### Selección Argentina Sub-16

#### Panamericano U16
En el 2013, Eduardo Jápez, director técnico del Seleccionado Argentino sub-16, entregó una lista con los 12 basquetbolistas en la cual fue convocado Lucio Delfino de cara al panamericano sub-16 de la categoría que se disputará a partir de junio próximo en Uruguay. El 11 de junio la Selección Argentina Sub-16 tendría su debut en el panamericano sub-16 contra la Selección de Bahamas Sub-16 en lo que fue la victoria 74-53 de Argentina con 18 puntos y 17 rebotes de Lucio Delfino en 29 minutos siendo que inició como titular. 
El 12 de junio en la segunda fecha del torneo la Selección Argentina Sub-16 tendría un duro golpe al perder 96-76 contra la Selección de Estados Unidos Sub-16 que se coloca por el momento como puntero de grupo, la Argentina quedaba con pocas chances de clasificar, dado que dependía de una victoria contra México. Lucio Delfino sale desde la banca y consigue 4 puntos y 1 rebote en 18 minutos. 
El 13 de junio tras el duro golpe de la derrota pasada la Seleccionado Argentino sub-16 derrotó con amplitud a su par de la Seleccionado México sub-16, por 81-51, en partido correspondiente a la tercera fecha con la figura de Lucio Delfino con 18 puntos y 5 rebotes en 21 minutos tras haber arrancado el partido como titular.
El 14 de junio se jugaba la semifinal del panamericano sub-16, la Selección Argentina sub-16 jugaría contra el Seleccionado Canadiense sub-16 en lo que sería una victoria ajustada 65-64 con un gran trabajo colectivo, Lucio terminó el partido con 13 puntos y 7 rebotes en 25 minutos.
El 15 de junio se jugó la final del panamericano sub-16, la Selección Argentina sub-16 jugó contra el Selección de Estados Unidos Sub-16 en lo que sería una victoria 94-48, Lucio terminó el partido con 12 puntos y 6 rebotes en 27 minutos. La Argentina consigue así lel segundo lugar y la medalla de Plata y la clasificación al Mundial U17 a disputarse el año 2014 en Dubái.

### Selección Argentina Sub-17
En el 2014, Carlos Duro, director técnico del Seleccionado Argentino sub-1, entregó una lista con los 12 basquetbolistas en la cual fue convocado Lucio Delfino de cara al Campeonato Sudamericano de Básquet U 17 Masculino 2013 de la categoría que se disputará a partir de agosto próximo en Uruguay.

#### Torneo internacional U17
Previo a dicho torneo se disputó un torneo internacional Albert Schweitzer en Alemania preparatorio para el Sudamericano 2013.
El 19 de abril la Selección Argentina Sub-17 tendría su debut en el torneo internacional Albert Schweitzer contra la Selección sub-17 de Inglaterra en lo que fue la derrota 68-63 de Argentina con 11 puntos y 6 rebotes de Lucio Delfino en 34 minutos siendo que inició como titular. 
El 20 de abril en la segunda fecha del torneo la Selección Argentina Sub-17 sumaría su segunda derrota al perder 83-66 contra la Selección de Suecia Sub-17. Lucio Delfino consigue 5 puntos y 3 rebote en 11 minutos.
El 21 de abril tras el duro golpe de la derrota pasada la Selección Argentina Sub-17 es derrotada con amplitud por su par de la Selección Serbia Sub-17, por 108-51, en partido correspondiente a la tercera fecha. Lucio Delfino terminó con 12 puntos y 3 rebotes en 23 minutos tras haber arrancado el partido como titular.
El 23 de abril tras la derrota pasada la Selección Argentina Sub-17 es derrotada por su par de la Selección Eslovenia Sub-17, por 91-83, en partido correspondiente a la cuarta fecha. Lucio Delfino terminó con 10 puntos y 3 rebotes en 28 minutos tras haber arrancado el partido como titular.
El 24 de abril tras la derrota pasada la Selección Argentina Sub-17 logra su única victoria a su par de la Selección Japón Sub-17, por 95-83, en partido correspondiente a la quinta fecha. Lucio Delfino terminó con 12 puntos y 2 rebotes en 19 minutos tras haber arrancado el partido como titular.
El 25 de abril la Selección Argentina Sub-17 se despide del torneo con una derrota ante la Selección China Sub-17, por 61-55, en partido correspondiente a la quinta fecha. Lucio Delfino terminó con 7 puntos y 4 rebotes en 25 minutos tras haber arrancado el partido como titular.

#### Sudamericano U17
El 1 de julio de 2013 queda definida la lista de jugadores que disputaría el Campeonato Sudamericano de Básquet U 17 Masculino 2013, el entrenador Carlos Duro junto con su asistente Eduardo Jápez definieron 12 nombres entre los que figuraba Lucio Delfino quien se destacó en la Selección Argentina sub-16. Compartió la convocatoria para este torneo con grandes jugadores como Juan Pablo Vaulet y Jose Ignacio Vildoza.
El 19 de julio se conoció el fixture de partidos, siendo que integró el Grupo B y el ansiado debut sería contra la Selección Peruana sub-17.
El 5 de agosto la Selección Argentina sub-17 debuta con una contundente victoria 82-34 ante la Selección Peruana sub-17 Lucio logra 15 puntos y 7 rebotes en 18 minutos siendo el máximo anotador del equipo junto con Juan Pablo Vaulet.
El 8 de agosto la Selección Argentina sub-17 juega su tercer partido con otra contundente victoria 121-57 ante la Selección paraguaya sub-17 Lucio logra 17 puntos y 5 rebotes en 23 minutos. La Argentina se clasificaba así con puntaje perfecto a las semifinales.
El 9 de agosto la Selección Argentina sub-17 juega la semifinal con otra victoria 89-70 ante la Selección colombiana sub-17 Lucio sólo ingresa por 6 minutos. La Argentina logra de esta forma clasificarse a la final.
El 10 de agosto con una contundente actuación, la Selección Argentina sub-17 venció 92-53 a Selección uruguaya sub-17 y se coronó, de manera invicta, campeón del Campeonato Sudamericano de Básquet U 17 Masculino 2013. Lucio Delfino disputó 14 minutos del partido en los que logró 2 puntos y 2 rebotes.

#### Mundial U17
El 14 de mayo de 2014 20 jugadores se empiezan a entrenar en el CENARD de cara al queda definida la lista de jugadores que disputaría el Mundial U17 2014, el entrenador Silvio Santander termina de definir 12 nombres el entre los que figuraba Lucio Delfino. Compartió la convocatoria para este torneo con grandes jugadores como  Fernando Zurbriggen y Ayán Núñez de Carvalho.
El 8 de agosto la Selección Argentina sub-17 debuta con una contundente victoria 74-39 ante la Selección egipcia sub-17 Lucio logra 13 puntos y 5 rebotes en 17 minutos.
El 9 de agosto la Selección Argentina sub-17 logra una victoria 75-70 ante la Selección china sub-17 Lucio logra 12 puntos y 6 rebotes en 19 minutos.
El 11 de agosto la Selección Argentina sub-17 es derrotada 60-57 ante la Selección serbia sub-17 Lucio logra 4 puntos y 4 rebotes en 14 minutos. La selección se clasifica a los octavos de final.
El 12 de agosto la Selección Argentina sub-17 es derrotada 64-57 ante la Selección España sub-17 Lucio logra 7 puntos y 2 rebotes en 18 minutos. Con este resultado la selección quedó eliminada y solamente pudo disputar el sexto lugar.
El 14 de agosto la Selección Argentina sub-17 logra una victoria 84-71 ante la Selección filipina sub-17 Lucio logra 10 puntos y 8 rebotes en 21 minutos.
El 15 de agosto la Selección Argentina sub-17 logra una victoria 65-54 ante la Selección griega sub-17 Lucio logra 10 puntos y 3 rebotes en 33 minutos.
El 16 de agosto la Selección Argentina sub-17 es derrotada 66-62 ante la Selección italiana sub-17

### Selección Argentina Sub-18

#### Panamericano U18
El 20 de junio la Selección Argentina sub-18 debuta con una victoria 87-72 ante la Selección Mexicana sub-18 Lucio logra 3 puntos en 12 minutos.
El 21 de junio la Selección Argentina sub-18 juega su segundo partido con otra victoria 67-55 ante la Selección uruguaya sub-18 Lucio logra 10 puntos y 5 rebotes en 29 minutos.
El 22 de junio la Selección Argentina sub-17 sufre su primera derrota 118-64 ante la Selección USAsub-17 Lucio convierte 19 puntos y consigue 8 rebotes en 27 minutos de juego. Logrando a pesar de la derrota, clasificarse a la siguiente fase.
El 23 de junio la Selección Argentina sub-17 pierde por 91-82 contra Selección canadiense sub-18 quedando condicionado a disputar un partido por el quinto puesto. Lucio Delfino disputó 31 minutos del partido en los que logró 3 puntos y 5 rebotes.
El 23 de junio la Selección Argentina sub-17 pierde por 64-53 contra Selección de República Dominicana sub-18 quedando sexto. Lucio Delfino disputó 34 minutos del partido en los que logró 14 puntos y 6 rebotes.

### Selección Argentina Sub-19

#### Mundial U19
el entrenador Sebastián Ginóbili termina de definir 12 nombres el entre los que figuraba Lucio Delfino. Compartió la convocatoria para este torneo con grandes jugadores como Fernando Zurbriggen, Jose Vildoza, Máximo Fjellerup y Juan Pablo Vaulet.
El 27 de junio la Selección Argentina sub-19 debuta con una derrota 74-64 ante la Selección turca sub-19 Lucio logra 2 puntos y 6 rebotes en 23 minutos.
El 28 de junio la Selección Argentina sub-19 sufre su segunda derrota por 74-64 ante la Selección china sub-19 Lucio logra 0 puntos y 5 rebotes en 17 minutos.
El 30 de junio la Selección Argentina sub-19 es derrotada 75-51 ante la Selección española sub-19 Lucio logra 3 puntos y 4 rebotes en 27 minutos.
El 1 de julio la Selección Argentina sub-19 es derrotada 93-45 ante la Selección norteamericana sub-19 Lucio logra 0 puntos y 1 rebotes en 18 minutos.
El 3 de julio la Selección Argentina sub-19 logra su primera victoria 71-66 ante la Selección dominicana sub-19 Lucio logra 7 puntos y 2 rebotes en 28 minutos.
El 4 de julio la Selección Argentina sub-19 logra otra victoria 74-64 ante la Selección egipcia sub-19 Lucio logra 8 puntos y 10 rebotes en 37 minutos.
El 5 de julio la Selección Argentina sub-19 es derrotada 77-76 ante la Selección serbia sub-19 Lucio Delfino logra 6 puntos y 2 rebotes en 28 minutos. Con este resultado la Argentina quedaba 10° en el mundial.

### Participaciones con la selección
- Actualizado hasta el 10 de mayo de 2016.

| Torneo                           | Sede     | Resultado         |
| -------------------------------- | -------- | ----------------- |
| Panamericano U16 Uruguay 2013    | Uruguay  | Subcampeón        |
| Torneo internacional U17 de 2014 | Alemania | Decimocuarto (14) |
| Sudamericano U17 Uruguay 2014    | Uruguay  | Campeón           |
| Panamericano 18 2014             | USA      | Sexto (6)         |
| Mundial U17 2014                 | Dubái    | Décimo (10)       |
| Mundial U 19 2015                | Grecia   | Décimo (10)       |